# Friends of Peter G.
Friends of Peter G. (с англ. — «Друзья Питера Г.») — десятый эпизод девятого сезона мультсериала «Гриффины», премьера которого состоялась 13 февраля 2011 года на канале FOX.

## Сюжет
Брайан и Питер решили пойти в кино вместе. Питер проносит с собой алкоголь, и вскоре мы видим их в крайне нетрезвом состоянии, мешающим всему залу. Сосед Питера, Джо, вызывает их обоих в суд. Судья решает приговорить их к 30-дневному посещению общества Анонимных Алкоголиков (АА), чему Питер и Брайан очень огорчаются. На первом заседании Питер говорит, что алкоголь — это худшая часть его жизни, и они с Брайаном искренне хотят бросить пить. Понимая, что люди в АА никого не судят за пьянство, Брайан и Питер решают принести 3 ящика пива на их следующее собрание. Во время следующего собрания Джо приезжает к месту собрания АА по вызову о жалобе на шум. Увидев его из окна, все начинают быстро заметать следы пьянки, и, когда Джо заходит к ним, он видит помещение, похожее на церковь, в котором Питер, выступая в роли священника, проводит «службу» в виде музыкального номера. Джо уходит.
Потом Питер решает ехать домой пьяный, но в пути он засыпает за рулём, врезается в дерево и умирает. Приходит Смерть и вынимает душу Питера из его тела. Чтобы преподать ему урок, Смерть уносит Питера в будущее, где тот видит результат его постоянного пьянства: язвительный, пьяный и грязный человек, мучающий всю его семью, ставя сигарой ожоги, и занимающийся сексом со своим боссом Анжелой во время работы(по словам Смерти "Когда человек пьяный, ему ничего не страшно"). Смерть также показывает Питеру, что будет, если его жизнь будет без алкоголя, где Питер также пренебрежительно смотрит в будущее: Питер — образованный, чрезвычайно веселый и очень общителен с друзьями в Пьяной Устрице, но он не знает ни Джо, ни Куагмира, и даже считает их грубыми и шумными людьми. Смерть убеждает Питера попытаться прожить свою жизнь без зависимости от алкоголя, или с ним, но в умеренном количестве.

## Создание
Автор сценария: Брайан Скалли
Режиссёр: Джон Холмкуист

## Выпуск
Премьера серии состоялась 13 февраля 2011 года в рамка вечера мультипликации (англ. animated television night) на телеканале FOX после показа эпизодов мультсериалов «Американский папаша!», «Симпсоны» и «Бургеры Боба» и предшествовала показу эпизода другого сериала Сета Макфарлейна — «Шоу Кливленда», являющегося ответвлением «Гриффинов». Несмотря на одновременную трансляцию с телесериалом «Отчаянными Домохозяйками», демонстрировавшимся на канале ABC, и 53-й Премией «Грэмми» на канале CBS, согласно Рейтингу Нильсена, серию «Друзья Питера Г.» посмотрели 5,99 млн зрителей.